# Villiers-Saint-Benoît
Villiers-Saint-Benoît é uma comuna francesa na região administrativa de Borgonha-Franco-Condado, no departamento de Yonne. Estende-se por uma área de 33,08 km². Em 2010 a comuna tinha 463 habitantes (densidade: 14 hab./km²).